# フリードマン・ルメートル・ロバートソン・ウォーカー計量
フリードマン・ルメートル・ロバートソン・ウォーカー計量（フリードマン・ルメートル・ロバートソン・ウォーカーけいりょう、Friedmann‐Lemaître‐Robertson-Walker metric、略称 FLRW計量）は、一般相対性理論のアインシュタイン方程式の厳密解の一つで、一様・等方な物質分布のもとで、膨張または収縮する宇宙モデルを表す。計量 (metric) とは、相対性理論に現れる不変な時空距離のこと。

## 概要
1920年代に アレクサンドル・フリードマン、ジョルジュ・ルメートル、ハワード・ロバートソン、アーサー・ウォーカーらによって独立に議論されていたものである。ロバートソン・ウォーカー計量 (RW metric) あるいはフリードマン・ロバートソン・ウォーカー計量 (FRW metric) とも引用・表記される。
FLRW計量は、膨張宇宙モデル（ビッグバン標準宇宙モデル）の第一近似として広く用いられる解である。計量は、
{\displaystyle ds^{2}=-c^{2}dt^{2}+a(t)^{2}\left[{\frac {dr^{2}}{1-kr^{2}}}+{r}^{2}d\,\Omega ^{2}\right]}
ここで、{\displaystyle d\,\Omega ^{2}=d\theta ^{2}+\sin ^{2}\!\theta \,d\phi ^{2}\,}
と表され、{\displaystyle a(t)} は、スケール因子（膨張因子）と呼ばれる量で、時刻 {\displaystyle t} での宇宙の大きさを相対的に示す量である。また、{\displaystyle k} は、時空に仮定する曲率で、曲率の正・負・ゼロに対応して、{\displaystyle k{=}+1,\,-1,\,0} の値を取る。
この計量を用いて、物質分布（エネルギー・運動量テンソル）に完全流体近似を行い、アインシュタイン方程式から導出される時空の運動方程式が、フリードマン方程式である。